# Красносельцы (Тернопольская область)
Красносельцы (укр. Красносільці) — село в Збаражской городской общине Тернопольского района Тернопольской области Украины.
Код КОАТУУ — 6122485401. Население по переписи 2001 года составляло 455 человек.
До 2020 года входило в Збаражский район.

## Географическое положение
Село Красносельцы находится на берегу реки Гнезна Гнилая,
выше по течению примыкает село Капустинцы,
ниже по течению на расстоянии в 0,5 км расположено село Розношинцы.
Через село проходит железная дорога, станция Красносельцы.

## Объекты социальной сферы
- Школа I—II ст.
- Клуб.
- Фельдшерско-акушерский пункт.